# اوژاک (شارونت-ماریتیم)
اوژاک (به فرانسوی: Aujac) یک کمون در فرانسه است که در canton of Saint-Hilaire-de-Villefranche واقع شده‌است. اوژاک ۸٫۷۳ کیلومتر مربع مساحت دارد ۲۴ متر بالاتر از سطح دریا واقع شده‌است.